# Primorsko-goranska županija
Primorsko-goranska županija nalazi se na zapadu Hrvatske, 3582 km² kopnene površine. Obuhvaća područje grada Rijeke, sjeveroistočni dio istarskog poluotoka, kvarnerske otoke, Hrvatsko primorje i Gorski kotar. Sjedište joj je Rijeka, treći po veličini hrvatski grad. Primorsko-goranska županija sastoji se od 14 gradova, 22 općine i 536 naselja u sastavu gradova i općina. Duljina obalne crte u županiji je 1065 km. Najviši vrh je Bjelolasica-Kula (1534 m.), a najviše naselje Begovo Razdolje, na visini od 1060 m.
Županijska je himna skladba Ante Pecotića Zavičaju, tebi.

## Administrativna podjela i stanovništvo
Županija je podijeljena na 14 gradova i 22 općine.
- Gradovi:
  - Grad Bakar
  - Grad Cres
  - Grad Crikvenica
  - Grad Čabar
  - Grad Delnice
  - Grad Kastav
  - Grad Kraljevica
  - Grad Krk
  - Grad Mali Lošinj
  - Grad Novi Vinodolski
  - Grad Opatija
  - Grad Rab
  - Grad Rijeka
  - Grad Vrbovsko

- Općine:
  - Općina Baška
  - Općina Brod Moravice
  - Općina Čavle
  - Općina Dobrinj
  - Općina Fužine
  - Općina Jelenje
  - Općina Klana
  - Općina Kostrena
  - Općina Lokve
  - Općina Lopar
  - Općina Lovran
  - Općina Malinska – Dubašnica
  - Općina Matulji
  - Općina Mošćenička Draga
  - Općina Mrkopalj
  - Općina Omišalj
  - Općina Punat
  - Općina Ravna Gora
  - Općina Skrad
  - Općina Vinodolska
  - Općina Viškovo
  - Općina Vrbnik

### Stanovništvo
Prema popisu stanovništva iz 2021. županija je imala 265.419 stanovnika s prosječnom gustoćom naseljenosti od 73,97 stanovnika/km2.
| broj stanovnika | 165503 | 173038 | 179246 | 198934 | 217653 | 239354 | 223640 | 237748 | 207635 | 216781 | 240621 | 270660 | 304038 | 323130 | 305505 | 296195 | 265419 |
|                 | 1857.  | 1869.  | 1880.  | 1890.  | 1900.  | 1910.  | 1921.  | 1931.  | 1948.  | 1953.  | 1961.  | 1971.  | 1981.  | 1991.  | 2001.  | 2011.  | 2021.  |

Etnički sastav 2011. je bio sljedeći: Hrvati 86,34 %, Srbi 5,03 %, Talijani 1,16 %, Bošnjaci 1,65 % i drugi.

## Najčešća prezimena
Prema popisu stanovništva iz 2011. 10 najčešćih prezimena u Primorsko-goranskoj županiji jusu:
1. Babić
2. Tomić
3. Kovačević
4. Petrović
5. Štimac
6. Knežević
7. Ružić
8. Grgurić
9. Malnar
10. Jovanović

## Županijska uprava
Postoji 12 upravnih tijela Primorsko-goranske županije.
- Upravni odjel za gospodarenje imovinom i opće poslove
- Upravni odjel za kulturu, sport i tehničku kulturu
- Upravni odjel za odgoj i obrazovanje
- Upravni odjel za pomorsko dobro, promet i veze
- Upravni odjel za proračun, financije i nabavu
- Upravni odjel za prostorno uređenje, graditeljstvo i zaštitu okoliša
- Upravni odjel za regionalni razvoj, infrastrukturu i upravljanje projektima
- Upravni odjel za socijalnu politiku i mlade
- Upravni odjel za turizam, poduzetništvo i ruralni razvoj
- Upravni odjel za zdravstvo
- Ured unutarnje revizije
- Ured županije[8]

## Zemljopis
Upravo su zemljopisni smještaj i raznolika obilježja - more, bogato razvedena obala s otocima i vrlo šumoviti Gorski Kotar, odredili i gospodarski razvitak Županije. U fizičko-zemljopisnom smislu Županija se sastoji od tri fizionomski dobro izražene cjeline:
- priobalja s neposrednim zaleđem (oko 34 % teritorija Županije)
- otoka (oko 29 % teritorija Županije)
- Gorskog kotara (oko 37 % teritorija Županije).

Na prostoru od 3582 km2 naseljene površine (oko 6,3 % naseljene površine Hrvatske), obitava oko 6,9 % stanovništva države s prosječnom gustoćom naseljenosti 84,9 stanovnika/km2.
Priobalje je većim dijelom građeno od vapnenaca mezozojske starosti između kojih se izdvajaju dolomitne zone, osobito u sjevernom priobalju Riječkog zaljeva oko Kastva i na Cresu. Mjestimično su preko mezozojsko-paleogene vapnenačke osnove nataložene nepropusne naslage paleogenog fliša što je uvjetovalo reljefnu izmjenu usporednih vapnenačkih grebena i dolomitnih ili flišnih udolina.
Podzemnim tokovima iz planinskog zaleđa nastaju brojni izvori od opatijskog preko riječkog do vinodolskog primorja kojima se napajaju vodovodi obalnih gradova i naselja no njihova slabija izdašnost nije dovoljna za suvremenu vodoopskrbu, naročito za potrebe turizma.
Područje priobalja obilježava pretežito mediteranska klima s utjecajem planinske klime (bura, kiša i snijeg) tijekom zimskih mjeseci. Sa stanovišta zaštite i očuvanja bioraznolikosti priobalje je zbog veće gustoće naseljenosti jedno od najugroženijih područja, budući ova cjelina predstavlja najznačajnije turističko, prometno i industrijsko središte Županije.
Goranska subregionalna cjelina obuhvaća visoravni, manja polja i doline Gorskog kotara, visoke gorske predjele i krška polja Risnjaka i Snježnika te dolinu rijeke Kupe. Osnovnu stjensku podlogu sačinjavaju karbonatni mezozojski i paleogenski kompleks te kompleks paleozojskih i trijaskih klastita.
Najviši planinski vrhovi u zapadnom dijelu Gorskog kotara su Risnjak (1528 m) i Snježnik (1506 m), a u jugoistočnom Bjelolasica (1534 m) i Viševica (1428 m). Između njih proteže se niža središnja zona dolinama rijeka Dobre i Kupe. Planine Gorskog kotara sprečavaju širenje toplinskog utjecaja Jadranskog mora u unutrašnjost, a velika nadmorska visina utječe na povećanje količine padalina te se ova cjelina odlikuje umjereno kontinentalnom do planinskom klimom.

## Gospodarstvo
Izvanredno povoljan geoprometni položaj (raskrižje važnih europskih kopnenih i morskih putova) utjecao je na to da se stanovništvo već od davnina opredijelilo za pomorstvo i druge gospodarske djelatnosti vezane uz more.
Zato se ovo područje, a posebno Rijeka kao županijski centar, razvilo u jako pomorsko središte s razvijenom lučkom, pomorsko-prometnom, brodograđevnom i turističkom djelatnošću od značenja za cijelu Hrvatsku, a Gorski kotar u tradicionalno jako šumarsko i drvoprerađivačko gospodarsko područje.

## Prirodne znamenitosti
Za nadzor i upravljanje zaštićenim prirodnim vrijednostima u Županiji nadležna je Javna ustanova Priroda koja ima svoje sjedište u Rijeci i djeluje od 2006. godine.

## Vanjske poveznice
- Službene stranice Županije
- Javna ustanova Priroda

|  | Portal Hrvatske – Pristup člancima s tematikom o Hrvatskoj. |